# Punch (tidsskrift)
 For alternative betydninger, se Punch (flertydig). (Se også artikler, som begynder med Punch)
Punch eller The London Charivari var et satirisk tidsskrift, som blev grundlagt i London i 1841 af Henry Mayhew og Ebenezer Landells.
Punch skabte begrebet "Cartoon" om en komisk eller satirisk tegning. Tidsskriftets galionsfigur var den anarkistiske dukke Mr. Punch. Undertitlen The London Charivari var en henvisning til det franske satiriske blad Le Charivari.
Illustratoren Richard Doyle udformede den første forside og hørte til de faste medarbejdere.
Blandt de mest kendte tekstforfattere i bladet hører John Betjeman, Henry Bateman, A. A. Milne, Anthony Powell, W. C. Sellar, R. J. Yeatman, William Thackeray, John Leech og John Tenniel.
Punch prægede den britiske kulturhistorie med talrige tegninger og udgivelser, som stadig huskes som fx en række karikaturer af Charles Darwins udviklingslære og McCraes antikrigsdigt "In Flanders Fields" fra 1915.
Det højeste oplag havde Punch i 1940'erne, hvor det udkom i 175.000 eksemplarer. Herefter faldt oplaget så kraftigt, at udgivelsen blev indstillet i 1992 efter over 150 år. Den ægyptiske forretningsmand Mohamed Al-Fayed købte rettighederne i 1996 og relancerede bladet samme år. Det blev ingen succes, og udgivelsen blev indstillet i 2002, da der kun var 6.000 abonnenter.

## Udgivere
- Mark Lemon (1841-1870)
- Charles William Shirley Brooks (1870-1874)
- Tom Taylor (1874-1880)
- Sir Francis Burnand (1880-1906)
- Sir Owen Seaman (1906-1932)
- E.V. Knox (1932-1949)
- Kenneth Bird (1949-1952)
- Malcolm Muggeridge (1953-1957)
- Bernard Hollowood (1958-1968)
- William Davis (1969-1977)
- Alan Coren (1978-1987)
- David Taylor (1988)
- David Thomas (1989-1992)
- Mohamed Al-Fayed (1996 - 2002)

## Eksterne kilder
- |  | Wikimedia Commons har medier relateret til: Kategorie Punch |
- Punch Cartoon-Archiv (engelsk)
- Punch på projekt Gutenberg (engelsk)
- Online-arkiv med karrikaturtegninger af John Leech, 1840-1860 (engelsk)